# Brian Bolland
Brian Bolland (Lincolnshire, 26 marzo 1951) è un fumettista, disegnatore e scrittore britannico.

## Biografia
Bolland iniziò a disegnare fumetti all'età di dieci anni. Durante i primi anni scolastici, realizzò alcune fanzine e alcuni suoi lavori vennero pubblicati nella riviste underground Friendz, International Times, OZ e Time Out.
Nel 1972, alla Comic Convention tenuta nel Waverley Hotel di Londra, Bolland incontrò Dave Gibbons, con la cui raccomandazione entrò nell'agenzia Bardon Press Features, lavorando su Powerman, un supereroe nigeriano. Collaborò spesso con Gibbons, grazie al quale lavorò nella rivista 2000 AD con Dan Dare. Subentrato ad un altro artista, completò una storia di Judge Dredd, e ne diventò il disegnatore regolare. Influenzato anche dal lavoro di Mike McMahon, Bolland realizzò le serie di Dredd The Cursed Earth, The Day the Law Died, The Judge Child Quest e Block Mania.
Nel 1979 Bolland iniziò a lavorare per la DC Comics con storie brevi e copertine, tra cui, la prima, di Green Lantern n. 127, e un capitolo su Justice League of America n. 200, accanto a Joe Kubert, Carmine Infantino, Gil Kane, Jim Aparo, George Pérez e Dick Giordano.
Nel 1982, l'editore della DC Len Wein scelse Bolland per la serie di dodici episodi Camelot 3000, con lo scrittore Mike W. Barr, storia incentrata sulla figura di Re Artù, che nel 3000 salva l'Inghilterra da una minaccia aliena.
Nel 1986 lavora sul personaggio di Batman, e con Alan Moore realizza Batman: The Killing Joke (1988). Nel 1996 scrisse e disegnò anche An Innocent Guy per l'antologia Batman: Black & White.
Batman: The Killing Joke è un grande successo, sia per la storia e sia per la rappresentazione dei personaggi. Il Joker di Bolland è significativamente rimasto nell'immaginario collettivo del grande pubblico, divenendo a tutti gli effetti il Joker "ufficiale" a livello grafico, cui alcuni dettagli (viso allungato, fisico snello e alto, sorriso plastico tirato, capelli arruffati, collo lungo ecc.) sono stati pedissequamente ripresi nel corso degli anni, condizionando l'aspetto del pagliaccio re del crimine anche al di fuori dell'ambiente fumettistico (basti pensare al Joker di Jack Nicholson nel Batman di Tim Burton, o a quello doppiato da Mark Hamill nella serie animata degli anni '90).
Le sue tavole sono molto estese, con disegni molto dettagliati e realistici. Infatti, sempre su Batman: The Killing Joke, la storia si apre con una vignetta dove si può notare che la pioggia crea, con l'acqua, cerchi concentrici. Nell'ultima vignetta, si potrà notare che sarà ripetuto il disegno della prima vignetta e questo da un tocco di genialità in questo fumetto.

## Riconoscimenti
Nel 1985 la miniserie da lui creata in collaborazione con Mike W. Barr, Camelot 3000, è stata nominata per il premio Kirby Awards come Best Finite Serie.